# Avambrazo

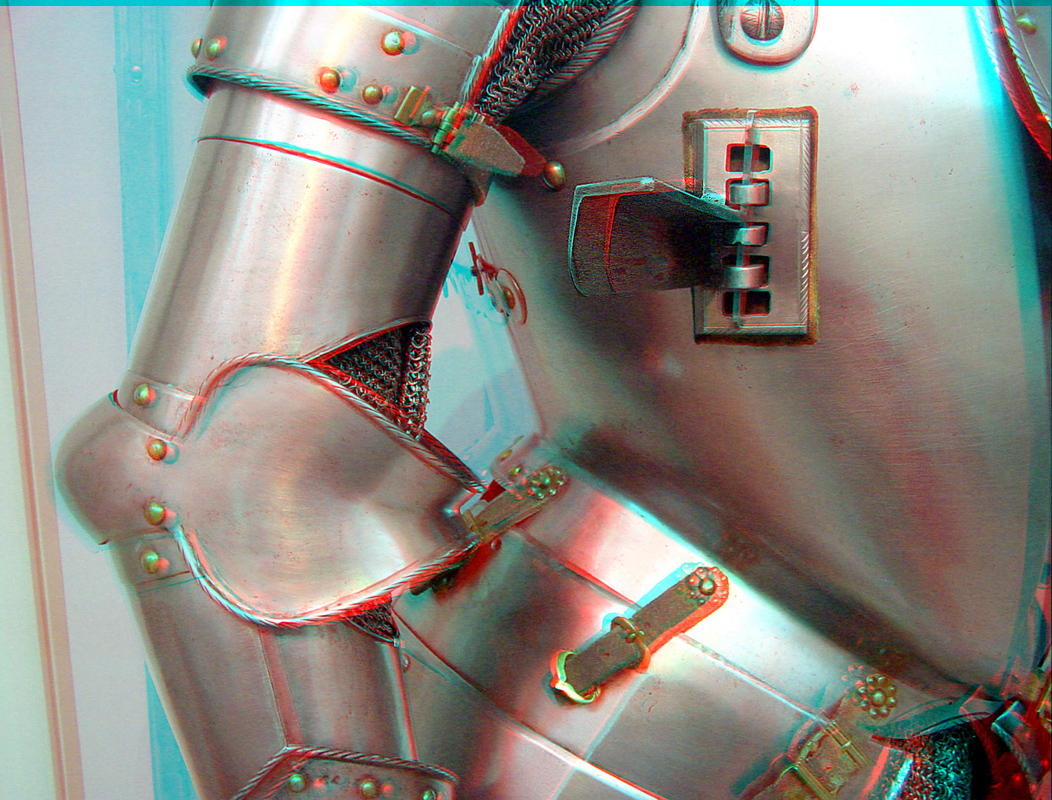
Imagen mostrando el avambrazo, articulado con el guardabrazo mediante el codal.

El avambrazo (de aván, contracción de avante, «delante», y «brazo») o brazal del antebrazo era una pieza de la armadura, que servía para cubrir y defender el antebrazo. Estaba unida al guardabrazo o brazal del brazo mediante el codal.